# Les Hors-la-loi (film, 1958)
Cet article concerne le film de Níkos Koúndouros. Pour le film de William Keighley, voir Les Hors-la-loi.
Pour les articles homonymes, voir Les Hors-la-loi.
Pour plus de détails, voir Fiche technique et Distribution.
Les Hors-la-loi (Οι παράνομοι (I Paránomi)) est un film grec réalisé par Níkos Koúndouros et sorti en 1958. Il fut sélectionné pour la Berlinale. Le film fut interdit par la censure pendant de nombreuses années.

## Synopsis
Trois hommes tentent d'atteindre la mer pour passer sur l'autre rive. Ils sont poursuivis par la police : le premier car il a tué celui qui l'a dénoncé et envoyé en camp de concentration ; le second car il est le dernier militant survivant de la guerre civile encore caché dans les montagnes ; le troisième, véritable Caïn, car il a tué son frère pour une question de lopin de terre. Ils échouent.

## Fiche technique
- Titre : Les Hors-la-loi
- Titre original : Οι παράνομοι (I Paránomi)
- Réalisation : Níkos Koúndouros
- Scénario : Níkos Koúndouros
- Directeur de la photographie : Giovanni Varriano
- Montage : Níkos Koúndouros
- Pays d'origine : Grèce
- Genre : drame
- Durée : 94 minutes
- Date de sortie : 1958

## Distribution
- Títos Vandís : Kosmas
- Petros Fyssoun (en) : Petros
- Anestis Vlahos : Argyris
- Nelly Angelidou : Maria
- Giorgos Oikonomou : Bouras